# William Henry Fitton
William Henry Fitton   (Dublín, gener 1780 - Londres, 13 de maig de 1861) era un físic i un geòleg irlandès.

## Biografia
Fitton va néixer a Dublín i educat a Trinity Universitat. Va obtenir la beca sènior durant el 1798 i es va graduar l'any següent. Durant aquells temps va començar per agafar un interès dins la geologia i va començar a realitzar una col·lecció de fòssils. Havent aconseguit la professió mèdica, va marxar a Edimburg al 1808, on va assistir a les conferències de Robert Jameson, fent que el seu interès en història natural i especialment en geologia augmentés fermament. L'any 1809 va anar a viure a Londres, país on va estudiar medicina i química. Serà durant el 1811 quan va presentar a la Societat Geològica de London una descripció de l'estructura geològica de les rodalies de Dublín, amb una llista d'alguns minerals rars trobat dins Irlanda. Va realitzar una pràctica mèdica a Northampton durant l'any 1812, i durant alguns anys les tasques de la seva professió van absorbir el seu temps. Va ser admès a Cambridge durant l'any 1816.
Serà l'any 1820, després d'haver-se casat, Fitton va quedar-se a Londres i es va dedicar a geologia. Les seves Observacions damunt alguns dels Estrats entre el Guix i l'Oxford Oolite, en el Del sud-de l'est d'Anglaterra (Trans. Geol. Soc. ser. 2, vol. iv.) va produir una sèrie de les recerques que es van estendre entre els anys 1824 a 1836, creant una memória que es coneix ara com a Fitton Estrats sota el Guix. En aquesta feina va explicar la successió i les relacions certes del superior i més baix Greensand, tanmateix com les formacions de Wealden i Purbeck, a més d'elaborar la seva estructura detallada. Va ser elegit company de la Societat Reial l'any 1815, i va ser president de la Societat Geològica de London durant els anys 1827–1829, en el qual va contribuir un gran nombre de publicacions de recerca. La seva casa llavors esdevenia un lloc de reunió per a científics, i durant la seva presidència realitzava cada diumenge una conversazione juntament amb tots els companys de la Societat Geològica. Entre el 1817 i el 1841 també va contribuir a la Revisió d'Edimburg realitzant molts assajos sobre el progrés de ciència geològica, i ressenyes de llibres tant importants com seria els de William Smith (geòleg), Charles Lyell, i Roderick Murchison. També va escriure Notes en el Progrés de Geologia dins Anglaterra per a la Revista Filosòfica, la qual va estar en funcionament entre el 1832 i el 1833. Una altra publicació que cal mencionar es Un Croquis Geològic de la Proximitat de Hastings realitzat durant el 1833. La Societat Geològica li va atorgar la Wollaston Medalla l'any 1852. Aquesta medalla és ara a la col·lecció del Museu Geològic, Trinity Universitat, Dublín. Al voltant de l'any 1825, segons l'autobiografia de Charles Babbage, va inventar el thaumatrope, el qual era més tard va ser comercialitzat i publicat per John Ayrton Paris (a qui la invenció és normalment atribuïda). Va morir a Londres.
Fitton tenia tres germanes, Sarah Mary, Elizabeth (fl. 1817–1834) i Susanna. Sarah i Elizabeth van escriure Converses on Botany, que van influir en la popularitat de la botànica com a camp d'estudi científic per a les dones.